# Năm Phỉ
Năm Phỉ (17 tháng 12, 1906 – 2 tháng 6, 1954) là một nữ nghệ sĩ cải lương tài danh người Việt Nam.

## Cuộc đời
Lê Thị Phỉ được sinh ra tại tỉnh Mỹ Tho (nay là tỉnh Tiền Giang) trong một gia đình công chức. Cha của bà là cụ Lê Tấn Công, một trí thức Tây học nhưng chịu ảnh hưởng tư tưởng Nho giáo sâu nặng. Ông có 11 người con và đặt tên thành một câu rất có ý nghĩa: Công (tên cụ), Thành, Danh, Toại, Phỉ, Chí, Nam, Nhi, Bia, Truyền, Tạc, Để.
Trong số 11 người con của cụ Lê Tấn Công thì có 5 người là nghệ sĩ nổi tiếng: Ba Danh, Năm Phỉ, Bảy Nam, Chín Bia, Mười Truyền. Hậu duệ của bà Bảy Nam là nghệ sĩ Kim Cương.
Ngay từ nhỏ, bà đã có giọng ca thiên bẩm. Chất giọng trời cho ấy được ông Hai Cu, một thợ bạc ở cùng dãy phố với gia đình cô phát hiện. Ông Hai Cu có người con trai tên Hai Giỏi, lớn hơn bà vài tuổi, cũng có giọng ca rất truyền cảm.
Do ham mê nghệ thuật nên ông Hai Cu vận động giới thợ bạc ở Mỹ Tho đóng góp tiền bạc để lập gánh hát Nam Đồng Ban cho Hai Giỏi làm kép chánh và bà Năm Phỉ làm đào chánh. Vậy là sự nghiệp cải lương của bà Năm bắt đầu từ đó.
Năm 1921, kép Hai Giỏi bị bệnh qua đời, bà Năm Phỉ phải về thọ tang, gánh Nam Đồng Ban tan rã. Sau đó, cô theo hát cho gánh Tái Đồng Ban. Năm 1926, Tái Đồng Ban cũng giải thể, cô Năm Phỉ đi hát cho gánh Văn Hí Ban của ông Huỳnh Văn Vui, và tiếp đến là gánh Phước Cương.
Năm 1954, bà bị bệnh và đột ngột qua đời, để lại trong lòng công chúng và người hâm mộ nỗi thương tiếc không nguôi, bà Bảy Phùng Há lúc đang diễn ở Long Xuyên, nghe tin cô Năm Phỉ mất đã xúc động ngất xỉu. Sau đó, bà Bảy tức tốc về Sài Gòn để đưa bà đến nơi an nghỉ cuối cùng và để lại những tiếng kêu than xé lòng về người chị nghệ thuật đột ngột ra đi.

## Vinh danh
Với những đóng góp lớn lao cho bộ môn nghệ thuật sân khấu cải lương, tỉnh Tiền Giang đã lấy tên bà đặt tên cho một con đường ngay trung tâm thành phố Mỹ Tho.